# Marco Leto
Marco Leto (Roma, 18 de gener de 1931 - 18 d'abril de 2016) va ser un director de cinema, guionista i director de doblatge italià. Era fill de Guido Leto.
A principis dels anys 60 va ser ajudant de direcció de Daniele D'Anza. Entre les seves pel·lícules més conegudes, La villeggiatura, de 1973, amb la qual va guanyar l'any següent el Nastro d'Argento al millor director revelació. La pel·lícula es va rodar a l'illa de Lipari i traça la història de la fugida de l'illa, el 27 de juliol de 1929, d'aquells que hi havien estat confinats pel règim feixista, dels socialistes Carlo Rosselli i Emilio Lussu, que van aconseguir de manera atrevida embarcar-se en un petit vaixell amb el qual van arribar a Còrsega per refugiar-se a França.
Entre altres produccions realitzades per a Rai, va dirigir la pel·lícula documental sobre l'assassinat de Giovanni Gentile ("Come uccidere un filosofo").
Del 2000 al 2008 va ser membre del consell editorial de la revista socialista MondOperaio, dirigida per Luciano Pellicani. Amb les seves obres pretenia portar a la pantalla petita les modalitats i exigències expressives del "cinema democràtic".

## Filmografia

### Director
- La sconfitta di Trotsky (1967)
- La resa dei conti: Dal gran consiglio al processo di Verona - film TV (1969)
- La rivolta dei decabristi - minisèrie TV (1970)
- Il delitto Matteotti (1970)
- Donnarumma all'assalto - film TV (1972)
- Il caso Lafarge - minisèrie TV en 4 episodis (1973)
- La villeggiatura (1973)
- Philo Vance - minisèrie TV en 6 episodis (1974)
- Beatrice Cenci - film TV (1974)
- Gli strumenti del potere. 1925-1926: la dittatura fascista, tema i guió de Massimo Felisatti i Fabio Pittorru, 3 episodis, del 24 abril a l'1 maig 1975.
- Al piacere di rivederla (1976)
- Rosso veneziano - minisèrie TV en 5 episodis (1976)
- I vecchi e i giovani - minisèrie TV en 5 episodis (1979)
- Come uccidere un filosofo (1982)
- Quaderno proibito - minisèrie TV en 4 episodis (1980)
- Il nocciolo della questione - serie TV (1983)
- Una donna spezzata - film TV (1988)
- L'uscita (1988)
- A proposito di quella strana ragazza (1989)
- L'inchiesta (1991)

### Guionista
- Un eroe del nostro tempo, dirigida per Sergio Capogna (1960)
- Violenza segreta, dirigida per Giorgio Moser (1963)
- Una pistola per cento bare, dirigida per Umberto Lenzi (1968)
- I morti non si contano, dirigida per Rafael Romero Marchent (1968)
- Donnarumma all'assalto, dirigida per Marco Leto - telefilm (1972)
- Cari genitori, dirigida per Enrico Maria Salerno (1973)
- Il caso Lafarge, dirigida per Marco Leto - minisèrie TV (1973)
- La villeggiatura, dirigida per Marco Leto (1973)
- Al piacere di rivederla, dirigida per Marco Leto (1976)
- Rosso veneziano, dirigida per Marco Leto - minisèrie TV en 5 episodis (1976)
- I vecchi e i giovani, dirigida per Marco Leto - minisèrie TV en 5 episodis (1979)
- Quaderno proibito, dirigida per Marco Leto - minisèrie TV en 4 episodis (1980)
- L'uscita, dirigida per Marco Leto (1988)
- A proposito di quella strana ragazza, dirigida per Marco Leto (1989)
- L'inchiesta, dirigida per Marco Leto (1991)

### Actor
- Giovanni Falcone, dirigida per Giuseppe Ferrara (1993)